# 桉叶悬钩子
桉叶悬钩子（学名：Rubus eucalyptus）为蔷薇科悬钩子属的植物，是中国的特有植物。分布在中国大陆的四川、贵州、陕西、甘肃、湖北等地，生长于海拔1,000米至2,500米的地区，多生于灌丛中、杂木林或草地。

## 变种
- 无腺桉叶悬钩子（学名：Rubus eucalyptus var. trullisatus）为蔷薇科悬钩子属下的一个变种。
- 脱毛桉叶悬钩子（学名：Rubus eucalyptus var. etomentosus）为蔷薇科悬钩子属下的一个变种。
- 云南桉叶悬钩子（学名：Rubus eucalyptus var. yunnanensis）为蔷薇科悬钩子属下的一个变种。